# Mister Brasil CNB 2022
Mister Brasil CNB 2022 foi a 16ª edição do concurso de beleza masculino de Mister Brasil CNB, promovido pelos irmãos Henrique e Marina Fontes desde 2007, detentores da marca "Concurso Nacional de Beleza", este ano realizado pela terceira vez em Santa Catarina e pela primeira vez na cidade de Balneário Camboriú  (Florianópolis sediou em 2015 e 2016). O certame envia os mais bem colocados às disputas de Mister Mundo, Mister Supranational, Manhunt Internacional, Mister International, Mister Global, entre outras disputas reconhecidas globalmente. O título pertencia ao amazonense William Gama, eleito no ano anterior e que passou a faixa no final da cerimônia para o catarinense Guilherme Werner. O evento estava programado para ocorrer em Fevereiro de 2022, mas foi adiado para Maio do mesmo ano.

## Resultados

### Colocações
| Colocação                                | Representação e Candidato |
| ---------------------------------------- | --- |
| Vencedor                                 | Caminhos do Contestado - Guilherme Werner |
| 2º. Lugar                                | Santa Catarina - Alisson de Liz |
| 3º. Lugar                                | Rio de Janeiro - Felipe Lisita |
| 4º. Lugar                                | Guanabara - Lucas Laet |
| Finalistas (Empatados em 5º. com 0 voto) | Rio Grande do Norte - David Miranda Rondônia - Naraiel Ferrari |
| Top 10 Semifinalistas                    | Grande BH - Bruno Bachur Maranhão - Wandson Fialho Minas Gerais - Guilherme dos Anjos Planalto da Borborema - Gustavo Reis |
| Top 21 Semifinalistas                    | Atol das Rocas - Jeferson Andrade Ceará - Vinicius Rebouças Goiás - Jefferson Delgado Ipiranga - Diego Gimenes Mato Grosso - Luiz Henrique Santos Mato Grosso do Sul - Wadih Vilela Pampa Gaúcho - Ricardo Lima Pernambuco - Arthur Sávyo Rio Grande do Sul - Acimar Freitas Roraima - Ygor Távora Zona da Mata Mineira - Felipe Zaidem |

### Ordem dos anúncios
| 1. Roraima 2. Pernambuco 3. Guanabara 4. Goiás 5. Mato Grosso 6. Pampa Gaúcho 7. Maranhão 8. Atol das Rocas 9. Santa Catarina 10. Zona da Mata Mineira 11. Rondônia 12. Minas Gerais 13. Rio Grande do Norte 14. Rio Grande do Sul 15. Grande BH 16. Caminhos do Contestado 17. Planalto da Borborema 18. Rio de Janeiro 19. Mato Grosso do Sul 20. Ceará 21. Ipiranga | 1. Grande BH 2. Planalto da Borborema 3. Caminhos do Contestado 4. Guanabara 5. Rondônia 6. Maranhão 7. Rio de Janeiro 8. Santa Catarina 9. Rio Grande do Norte 10. Minas Gerais | 1. Rondônia 2. Guanabara 3. Santa Catarina 4. Rio de Janeiro 5. Caminhos do Contestado 6. Rio Grande do Norte |

## Prêmios

### Tradicionais
Foram entregues os seguintes prêmios este ano:
| Prêmio               | Representação & Candidato                 |
| -------------------- | ----------------------------------------- |
| Mister Amizade       | Baixada Santista - Eduardo Horvath        |
| Mister Elegância     | Rio de Janeiro - Felipe Lisita            |
| Mister Fotogenia     | Mato Grosso do Sul - Wadih Vilela         |
| Mister Top Model     | Rio Grande do Norte - David Miranda       |
| Melhor Entrevista    | Planalto da Borborema - Gustavo Reis      |
| Mister Personalidade | Baixada Santista - Eduardo Horvath        |
| Modelo Revelação 40° | Caminhos do Contestado - Guilherme Werner |
| From the Ground Up   | Guanabara - Lucas Laet                    |
| Mister Cordialidade  | Atol das Rocas - Jeferson Andrade         |
| Mister Multimídia    | Região das Missões - Eduardo Macuglia     |
| Melhor Sorriso       | Grande BH - Bruno Bachur                  |
| Melhor Rosto         | Santa Catarina - Alisson de Liz           |
| Melhor Corpo         | Mato Grosso - Luiz Henrique Santos        |

### Outros Prêmios

#### Prêmios para Coordenadores
Os colaboradores do certame que se destacaram durante o ano:
| Título                | Representação & Coordenador          |
| --------------------- | ------------------------------------ |
| Coordenação Revelação | Pernambuco - Patricia & Augusto      |
| Melhor Preparação     | Zona da Mata Mineira - Diley Almeida |
| Melhor Divulgação     | Grande BH - Ricardo & Diego          |
| Melhor Coordenação    | Minas Gerais - Braz Alves            |
| Melhor Concurso       | Brasília - Mayck Carvalho            |

#### Misters Regionais
Os melhores candidatos colocados por região do País:
| Região       | Representação & Candidato           |
| ------------ | ----------------------------------- |
| Centro-Oeste | Goiás - Jefferson Delgado           |
| Nordeste     | Rio Grande do Norte - David Miranda |
| Norte        | Rondônia - Naraiel Ferrari          |
| Sudeste      | Rio de Janeiro - Felipe Lisita      |
| Sul          | Santa Catarina - Alisson de Liz     |

## Etapas Classificatórias

### Classificação Automática aoTop 06

#### Mister "Beleza Pelo Bem" CNB
O melhor pontuado nesta categoria garantiu uma vaga no Top 06:
| Colocação | Representação & Candidato  |
| --------- | -------------------------- |
| 1         | Rondônia - Naraiel Ferrari |

### Classificação Automática aoTop 21

#### Mister Popularidade CNB
O mais votado nesta categoria garantiu uma vaga no Top 21:
| Colocação                                              | Representação & Candidato |
| ------------------------------------------------------ | --- |
| 1                                                      | Roraima - Ygor Távora |
| Top 10 Semifinalistas (De acordo com a última parcial) | Atol das Rocas - Jeferson Andrade Plano Piloto - Kelmington Cavalcante Ipiranga - Diego Gimenes Mato Grosso do Sul - Wadih Vilela Rondônia - Naraiel Ferrari Grande Manaus - Fabrício Santana Zona da Mata Mineira - Felipe Zaidem Paraíba - Yuri Mamede Região das Missões - Eduardo Macuglia |

#### Mister Talento CNB
O melhor pontuado nesta categoria garantiu uma vaga no Top 21:
| Colocação | Representação & Candidato          |
| --------- | ---------------------------------- |
| 1         | Pernambuco - Arthur Sávyo          |
| 2         | Baixada Santista - Eduardo Horvath |
| 3         | Ilha dos Lobos - Paulo Pagliosa    |

## Jurados
Ajudaram a eleger o campeão:

### Final

#### Jurados Internacionais
1. Carolina Cuartas, empresária;
2. Eva Bitar, do Gabinete de Produção de Cinema e Televisão de Los Angeles;
3. Florence Nacino, empresária CEO da "V Manufacturing Logistics Inc";
4. Alexander González, empresário e consultor de imagem;
5. Jason Koo, empresário do ramo estético;

#### Jurados Nacionais
1. Marina Fontes, diretora do CNB;
2. Vinicius França, Mister CNB Teen 2022;
3. Yasmin Teles, Miss Brasil CNB Teen 2021;
4. William Freitas, gerente de licenças do CNB;
5. Fábio Luís de Paula, jornalista da Folha de S.Paulo;
6. João Ricardo Camilo Dias, missólogo do Miss Brazil on Board;
7. Drª Cieila Machado Costa, cirurgiã-dentista da clínica "La Renovence";
8. Giovanna Reis, Miss Brasil Supranational 2022;
9. Osny Maciel Júnior, diretor do Sibara Hotel;
10. Maurício Reinehr, designer digital;
11. Faustino Pinto, do "MORHAN";

## Candidatos
Disputaram o título este ano, 41 candidatos:
| Representação          | Candidato             | Idade | Origem                   | Ocupação                         | Ref.   |
| ---------------------- | --------------------- | ----- | ------------------------ | -------------------------------- | ------ |
| Alagoas                | Luiz Mello            | 20    | Guarulhos, SP            | Militar Modelo                   | [ 13 ] |
| Amazonas               | Adriano Carvalho      | 27    | Coari, AM                | Professor Fisioterapeuta         | [ 14 ] |
| Atol das Rocas         | Jeferson Andrade      | 29    | Arez, RN                 | Empreendedor Modelo              | [ 15 ] |
| Bahia                  | Felipe Silveira       | 25    | Vitória da Conquista, BA | Advogado                         | [ 16 ] |
| Baixada Santista       | Eduardo Horvath       | 27    | Santos, SP               | Engenheiro Civil                 | [ 17 ] |
| Brasília               | Maycon Santos         | 25    | Serra Talhada, PE        | Empresário                       | [ 18 ] |
| Caminhos do Contestado | Guilherme Werner      | 27    | Curitiba, PR             | Modelo Ator                      | [ 19 ] |
| Ceará                  | Vinicius Rebouças     | 23    | Sobral, CE               | Acadêmico de Direito             | [ 20 ] |
| Cerrado Brasiliense    | Sérgio de Sant'Anna   | 30    | Lago Sul, DF             | Estudante de Direito             | [ 21 ] |
| Cerrado Goiano         | Thales Rocha          | 30    | Ceres, GO                | Médico                           | [ 22 ] |
| Espírito Santo         | Renan Felz            | 30    | Vila Velha, ES           | Psicólogo Personal Trainer       | [ 23 ] |
| Goiás                  | Jefferson Delgado     | 31    | Poxoréu, MT              | Modelo Personal Trainer          | [ 24 ] |
| Grande BH              | Bruno Bachur          | 30    | Belo Horizonte, MG       | Engenheiro Ambiental             | [ 25 ] |
| Grande Manaus          | Fabrício Santana      | 31    | Salvador, BA             | Auditor                          | [ 26 ] |
| Guanabara              | Lucas Laet            | 29    | Rio de Janeiro, RJ       | Modelo Professor de Jiu-Jitsu    | [ 27 ] |
| Ilha dos Lobos         | Paulo Pagliosa        | 26    | Erechim, RS              | Auxiliar Administrativo          | [ 28 ] |
| Ilha de Parintins      | Dilkson Gomes         | 29    | Parintins, AM            | Estudante de Engenharia Elétrica | [ 29 ] |
| Ipiranga               | Diego Gimenes         | 28    | São Paulo, SP            | Representante Comercial          | [ 18 ] |
| Maranhão               | Wandson Fialho        | 32    | Junco do Maranhão, MA    | Assessor Contábil                | [ 30 ] |
| Mato Grosso            | Luiz Henrique Santos  | 29    | Juína, MT                | Personal Trainer                 | [ 31 ] |
| Mato Grosso do Sul     | Wadih Vilela          | 33    | Paranaíba, MS            | Médico Servidor Público          | [ 32 ] |
| Minas Gerais           | Guilherme dos Anjos   | 29    | Sete Lagoas, MG          | Estudante de Odontologia         | [ 33 ] |
| Pampa Gaúcho           | Ricardo Lima          | 26    | Gravataí, RS             | Empresário Coach                 | [ 34 ] |
| Pantanal (MS)          | Laércio Freitas       | 28    | Dourados, MS             | Estudante de Medicina            | [ 35 ] |
| Pará                   | Dázyo Vieira          | 20    | Paragominas, PA          | Estudante de Engenharia Mecânica | [ 36 ] |
| Paraíba                | Yuri Mamede           | 27    | Campina Grande, PB       | Personal Trainer                 | [ 37 ] |
| Paraná                 | Paulo Dacampo         | 23    | Mercedes, PR             | Barbeiro Modelo                  | [ 38 ] |
| Pernambuco             | Arthur Sávyo          | 22    | Bezerros, PE             | Bailarino Servidor Público       | [ 39 ] |
| Planalto Central       | Kaio Machado          | 30    | Brasília, DF             | Cientista Político               | [ 40 ] |
| Planalto da Borborema  | Gustavo Reis          | 26    | Campina Grande, PB       | Médico                           | [ 41 ] |
| Plano Piloto           | Kelmington Cavalcante | 31    | Sobradinho, DF           | Professor Empresário             | [ 42 ] |
| Região das Missões     | Eduardo Macuglia      | 30    | Ijuí, RS                 | Personal Trainer                 | [ 43 ] |
| Rio de Janeiro         | Felipe Lisita         | 30    | Goiânia, GO              | Interno de Medicina              | [ 20 ] |
| Rio Grande do Norte    | David Miranda         | 23    | Guamaré, RN              | Estudante de Educação Física     | [ 15 ] |
| Rio Grande do Sul      | Acimar Freitas        | 28    | Farroupilha, RS          | Técnico em Logística             | [ 44 ] |
| Rondônia               | Naraiel Ferrari       | 32    | São Paulo, SP            | Bacharel em Engenharia Elétrica  | [ 45 ] |
| Roraima                | Ygor Távora           | 32    | Manaus, AM               | Servidor Público                 | [ 46 ] |
| Santa Catarina         | Alisson de Liz        | 26    | Lages, SC                | Técnico em Eletromecânica        | [ 47 ] |
| São Paulo              | Renato Jacob          | 30    | Cajuru, SP               | Bacharel em Engenharia Ambiental | [ 48 ] |
| Tocantins              | Ésio Borges           | 24    | Paraíso do Tocantins, TO | Médico                           | [ 49 ] |
| Zona da Mata Mineira   | Felipe Zaidem         | 32    | Juiz de Fora, MG         | Analista de Projetos             | [ 50 ] |

## Histórico

### Desistência
- Grande Belém - Jhon Mendez

### Substituições
- Brasília - Rhuan Ximenes ► Maycon Santos
- Ceará - Rodolfo Raoni ► Vinicius Rebouças
- Espírito Santo - Jonathan Ferrari ► Renan Felz.
- Goiás - Jhon Medeiros ► Jefferson Delgado.
- Tocantins - Felype Stival ► Ésio Borges.

### Trívia

#### Certame
- Essa foi a 3ª edição do concurso realizada em Santa Catarina (2015 e 2016); E a 1ª vez na cidade de Balneário Camboriú.
- Dos 27 Estados, somente o Acre, Amapá e Piauí não estiveram representados este ano.
  - O Estado do Acre participou pela última vez na edição de 2020.
  - Os Estados do Amapá e Piauí participaram pela última vez na edição de 2018.
- Foi a 5ª vez que o Distrito Federal do Brasil foi representado pela faixa de "Brasília".
- Foi a 2ª vez que um vencedor do concurso não representou o seu País em nenhum concurso internacional (William Gama).
  - A 1ª vez foi em 2008 quando o paulista - porém representante do Espírito Santo - Vinicius Ribeiro foi eleito.
- Foi a terceira vez seguida que o evento foi apresentado por duas mulheres.
- Foi a edição com mais participantes desde 2018.

#### Candidatos
- As regiões Centro-Oeste, Nordeste e Sudeste dominaram o evento com 9 candidatos cada.
  - As regiões Norte e Sul (anfitriã) tiveram 7 representantes cada.
- Como de costume, o representante de Santa Catarina foi o primeiro candidato válido para esta edição, tendo sido eleito em 26 de fevereiro de 2021.
  - Já Vinicius Rebouças (Ceará) assumiu o título faltando exatos 30 dias para a final da competição.
- Wadih Vilela do Mato Grosso do Sul foi o candidato mais velho a disputar o título, com 33 anos.
  - Por sua vez, os mais novos foram Alagoas (Luiz Mello) e Pará (Dázyo Vieira) com 20 anos cada.
- Segundo a organização, o candidato do Maranhão, Wandson Fialho foi o concorrente mais alto, com 1.99m de altura.
- Os paulistas dominaram essa edição, 5 são nascidos no Estado: Alagoas, Baixada Santista, Ipiranga, Rondônia e São Paulo.
  - O Rio Grande do Sul vem logo atrás com 4; Amazonas, Minas Gerais e Distrito Federal tiveram 3 cada um.
- Ser modelo e personal trainer foram as ocupações mais encontradas entre os candidatos (5). Ser médico e engenheiro eram 4 deles.
- O candidato do Maranhão, Wandson Fialho, era o mais seguido no Instagram com 178 mil seguidores.
  - O segundo mais seguido era Renan Felz do Espírito Santo (48mil) e o terceiro, Bruno Bachur da Grande Belo Horizonte (41mil).
- O candidato da Grande Belém, Jhon Mendez, desistiu de competir pois teve um falecimento na família dias antes do início do confinamento.

### Candidatos em outros concursos

#### Nacional
Mister Brasil CNB
- 2011:  Grande BH - Bruno Soraggi Bachur (7º. Lugar)
  - (representando o Estado de Minas Gerais em Angra dos Reis, Rio de Janeiro)
- 2016:  Região das Missões - Eduardo Macuglia (19º. Lugar)
  - (representando a Região das Missões em Florianópolis, Santa Catarina)
- 2020:  Rio Grande do Sul - Acimar Freitas (13º. Lugar)
  - (representando a Serra Gaúcha em Brasília, Distrito Federal)

### Designações
Candidatos designados para representar o Brasil em concursos internacionais à convite da organização:
Legenda
      O representante do Brasil venceu a disputa.
       O representante do Brasil parou na 2ª colocação.
       O representante do Brasil parou na 3ª colocação.

#### 2022
| Candidato (Posição no nacional)      | Concurso internacional (local da final)        | Posição na disputa internacional |
| ------------------------------------ | ---------------------------------------------- | -------------------------------- |
| Guilherme Werner (1º. Lugar)         | Mister Supranational 2022 (Nowy Sącz, Polônia) | Top 10 Mister Supra Americas     |
| Hendson Baltazar (1º. Lugar em 2020) | Manhunt International 2022 (Manila, Filipinas) | Top 10 Mister Fotogenia          |
| Luan Antonelli (2º. Lugar em 2019)   | Mister International 2022 (Quezon, Filipinas)  | Top 16                           |
| Bruno Silva (6º. Lugar em 2020)      | Mister Global 2022 (Maha Sarakham, Tailândia)  | Top 10 Mister Kantharawichai     |
| Jeferson Andrade (Top 21) 1          | Manhunt International 2022 (Manila, Filipinas) | Não obteve classificação         |

1 Representando a ilha de Fernando de Noronha.